# Zundert (cervesa)
Zundert (zɵndərt) és una cervesa trapista produïda a la Trappistenbrouwerij de Kievit, situada a l'Abadia Maria Toevlucht de la ciutat de Zundert als Països Baixos.
Zundert i La Trappe són les úniques dues cerveses trapenques produïdes als Països Baixos reconegudes per l'Associació Internacional Trapenca.
La cervesa és fosca d'estil tripel d'abadia, té 8% de vol. d'alcohol i es ven en format de 33 cl.